# Шумский, Виталий Иванович
Виталий Иванович Шумский (укр. Віталій Іванович Шумський; род. 17 мая 1972, Золочев, Львовская область) — советский и украинский футболист, футбольный тренер.

## Карьера игрока
Родился 17 мая 1972 года в Золочеве Львовской области. Родители Виталия развелись когда ему было четыре года. Мать работала в музыкальной школе, где, в том числе занимался и Виталий. В детстве вместе с дедом Степаном ходил на домашние матчи местной футбольной команды «Сокол». В третьем классе играл за школьную команду на турнире «Кожаный мяч», а в следующем год записался в футбольную секцию, где его первым тренером стал Игорь Чикиль.
Выступал за молодёжную команду золочевского «Сокола». В 17-летнем возрасте по приглашению друга перешёл в зборовский «Колос», выступавший в чемпионате Тернопольской области. В 1991 году перешёл в команду мастеров — «Карпаты» из Каменки-Бугской, которая выступала во второй низшей лиге СССР.
Принял участие в первом розыгрыше Первой лиги Украины 1992 года, выступая за стрыйскую «Скалу». Официальный дебют в составе команды состоялся 3 апреля 1992 года в матче против стахановского «Вагоностроителя» (0:0). В команде Шумский не стал игроком основного состава, после чего, по его собственным словам, начал выступать под чужой фамилией за «Днестр» из Залещиков. Отыграв несколько игр за «Днестр», стал игроком «Газовика», представляющего город Комарно во Второй лиге Украины. Зимой 1993 года находился на просмотре в ровенском «Вересе». Летом 1993 года присоединился к тернопольской «Ниве» из Высшей лиги Украины, которую тренировал Леонид Буряк. В чемпионате Украины дебютировал 3 июня 1993 года в матче против львовских «Карпат» (2:1). В команде стал игроком основного состава, играя за тернопольский коллектив на протяжении года и получая ежемесячную зарплату в размере 50 долларов. В декабре 1993 года играл в Кубке Украины по мини-футболу за львовскую «Украину».
Летом 1994 года по приглашению Юрия Дячука-Ставицкого стал игроком львовских «Карпат», получив за свой переход квартиру во Львове. За «зелёно-белых» играл на протяжении двух сезонов, после чего, получив приглашения от Вячеслава Грозного, перешёл в днепропетровский «Днепр», хотя также имел предложение от одесского «Черноморца». В составе команды не стал игроком основы. Зимой 1997 года находился на просмотре в российском «Уралане», но до подписания контракта с элестинским клубом дело не дошло. В итоге Шумский отправился в двухмесячную аренду в тернопольскую «Ниву» для поддержания игровой практики.
Затем, играл за ивано-франковское «Прикарпатье» в чемпионате Украины (1997—1999), а также на правах аренды за «Тысменицу» (1998) во Второй лиге. В 1999 году в составе львовского «Динамо» стал победителем любительского чемпионата Украины, что позволило команде в следующем сезоне выступать во Второй лиге. Прервал выступления за львовян в связи с полученной травмой колена.
После этого знакомый Шумского пригласил его пройти просмотр в бельгийском «Антверпене», однако из-за травмы Шумский был не в лучшей форме и до подписания контракта дело не дошло. Не сумев найти новый клуб в Бельгии, он приобрёл обратный билет на автобус до Украины, однако водитель, узнав о том, что у Шумского просрочена виза, отказался везти его, а поскольку у не было денег на самолёт, то он принял решение остаться в Бельгии. Живя в Бельгии, занимался низкооплачиваемым трудом, поскольку не имел рабочей визы. В свободное время играл за любительские команды «Ост-Мале» и «Синт-Ленартс». Кроме того, он посещал судейские курсы, являлся арбитром в матчах региональных, детских и женских соревнований. Не сумев получить документы на трудоустройство, переехал в Испанию, где работал в строительной сфере. В Мадриде являлся играющим тренером команды украинской диаспоры — ФК «Львов».
В октябре 2007 года вернулся на Украину. Играл за любительские команды: «Сокол» Золочев (2008), «Буг» Буск (2010), «Рава» Рава-Русская (2012) и «Химик» Новый Роздол (2012—2013).

## Карьера тренера
Окончил Львовский государственный университет физической культуры.
В 2008 году получил приглашение стать детским тренером в спортивной академии львовских «Карпат», где в итоге работал на протяжении десяти лет. Среди его воспитанников — футболисты Орест Костик и Назар Ныч. В 2012 году привёл своих подопечных к победе на Кубке Вараскина, а в следующем году — к победе на Кубке Президента Украины, проходившем в Крыму. С 2017 по 2018 год тренировал выступающий в Первой лиге Львовской области «Сокол» из посёлка Борщовичи.
28 мая 2018 года был назначен главным тренером тернопольской «Нивы», получив должность перед последним матчем Второй лиги Украины сезона 2017/18. В сентябре 2018 года подал в отставку с поста тренера клуба.
После увольнения из «Нивы» принял приглашение стать тренером юношеской команды в ФК «Львов», где спустя год стал тренером молодёжной команды. В июне 2020 года стал ассистентом Георгия Цецадзе, возглавившего основную команду клуба. После отставки Цецадзе в конце октября 2020 года, руководство львовского клуба назначило Шумского исполняющим обязанности главного тренера. Первая игра под его руководством против полтавской «Ворсклы», 1 ноября 2020 года, завершилась победой его подопечных со счётом (1:0). Благодаря этой победе Шумский был признан лучшим тренером 8-го тура Премьер-лиги Украины.
По ходу матча 22-го тура против ковалёвского «Колоса» (0:2) Шумский получил от главного судьи матча жёлтую карточку. После окончания игры Шумский заявил, что причиной конфликта стало то, что он обратился к четвёртому судье Николаю Кривоносову по одному из игровых моментов, однако тот ответил ему на русском языке, что не понравилось самому Шумскому. Тогда главный тренер «Львова» попросил отвечать ему на украинском языке. Кривоносов расценил это как давление и обратился к главному судье матча Виктору Копиевскому, который и показал Шумскому жёлтую карточку за давление на четвёртого арбитра. По окончании матча Уполномоченный по защите государственного языка Украины Тарас Кремень направил обращение к президенту Украинской ассоциации футбола Андрею Павелко с просьбой в двухнедельный срок дать объяснение по данному инциденту.
28 февраля 2021 года «Львов» уступил киевскому «Динамо» со счётом (1:4), после чего клуб расторг контракт с Шумским по обоюдному согласию сторон. Под руководством Шумского львовяне сыграли 9 матчей чемпионата (3 победы, 2 ничьи и 4 поражения).

## Личная жизнь
Супруга — Наталья. Сыновья — Виталий и Даниил.